# Lichteler Landturm

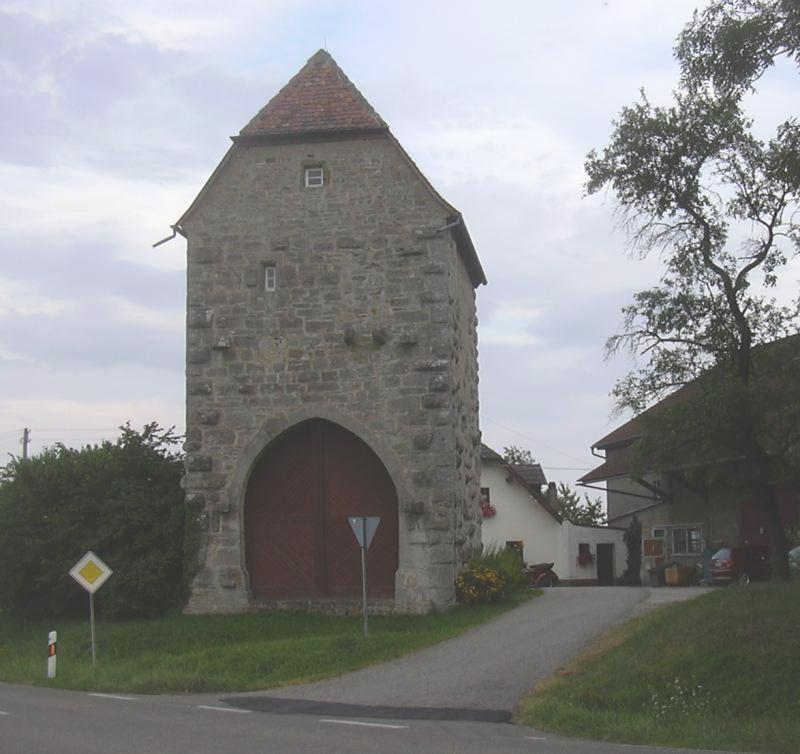
Lichteler Landturm

Der Lichteler Landturm ist ein ehemaliger Zugangsturm der Rothenburger Landhege. Er steht beim gleichnamigen Wohnplatz Landturm auf einer Anhöhe an der Landstraße von Lichtel nach Rinderfeld in der Nähe von Creglingen im Nordosten Baden-Württembergs.

## Geschichte
Die Reichsstadt Rothenburg weitete zwischen 1383 und 1406 ihr Territorium erheblich aus, so dass es schließlich aus 183 Ortschaften bestand. Um dieses Gebiet besser zu schützen, beschloss der Rat der Stadt 1420 die Errichtung einer Landhege. Dabei handelte es sich um ein 60 Kilometer langes System von Erdwällen und dichten Hecken, die in einem 20 Meter breiten Streifen das reichsstädtische Territorium umschlossen. Ein Zugang war nur an neun Stellen möglich, die mit Türmen gesichert wurden; einer davon war der Lichteler Landturm.
Der 15 Meter hohe Turm wurde um 1430 errichtet und diente zugleich als Zollstation und Unterkunft der Hegereiter, die entlang der Grenze patrouillierten. Durch sein Untergeschoss verlief damals die Straße, das Außentor war zudem mit einem Fallgatter gesichert. 1681 wurde der Turm renoviert. Nach dem Ende der Reichsfreiheit Rothenburgs wurde die Landhege 1804 aufgelöst, der Lichteler Landturm blieb jedoch bestehen. Seit 1910 befindet er sich im Besitz des Schwäbischen Albvereins und diente danach zeitweise als Wanderherberge.

## Heutige Lage und Nutzung
Der Lichteler Landturm steht heute direkt neben einem Hof, während die Landstraße ein paar Meter weiter nach Nordosten verlegt wurde. Das ehemalige Befestigungssystem ist eingeebnet worden, doch sind die ehemaligen Erdwälle seitlich des Turms noch ansatzweise zu erkennen.
Der Turm dient heute als Vereinsheim der Ortsgruppe Creglingen des Schwäbischen Albvereins, die ihn in den 1960er Jahren und erneut 1980 renovierte und ausbaute. Die Turmstube im oberen Stockwerk wurde von einem Rothenburger Künstler mit Fresken ausgemalt. Der Turm kann besichtigt werden, wozu der Schlüssel beim Landwirt des benachbarten Hofs erfragt werden muss. Die Turmstuben bieten auch Platz für private Veranstaltungen mit bis zu 60 Personen.

## Aussicht
Der Turm ist mit 15 Metern im Vergleich zu anderen Aussichtstürmen niedrig, steht jedoch an einer exponierten Stelle, so dass man neben der unmittelbaren Umgebung im Osten bis zur Frankenhöhe, im Süden bis zum Schwäbisch-Fränkischen Wald sehen kann.